# Hans Rappolt
Hans Rappolt bzw. Johann Rappolt d. J. später d. Ä. (getauft 7. Februar 1563 in Neudek; † nach 1623) war ein böhmischer Gewerke, Bürgermeister, Amtsverwalter sowie Hammerverwalter von Neudek.

## Leben
Hans Rappolt stammte aus einer angesehenen und vermögenden Familie und war der Sohn des Bergmeisters von Neudek Hans Rappolt d. Ä. Bereits 1590 bekleidete er das Amt des Bürgermeisters. In den darauf folgenden Jahren teilte er sich das Amt 1606 mit Conrad Nürnberger sowie 1613 mit Thomas Pecher. Zudem hatte er seit 1602 die Funktion des herrschaftlichen Amtsverwalters übernommen. 1621 erscheint er im Neudeker Bergbuch als einer von drei Gewerken. Darüber hinaus war Rappolt als Hammerverwalter auf dem Blechhammer Neudek tätig. Wie und unter welchen Umständen Rappolt verstarb, ist nicht bekannt, möglicherweise immigrierte die Familie zu Zeiten der Gegenreformation nach Kursachsen.

## Familie
Hans Rappolt vermählte sich mit Anna (begraben 16. Juli 1623 in Neudek). Es sind folgende Kinder bekannt:
- Judith (* um 1580 in Neudek); ⚭ 1607 in Neudek Georg Winter
- Stephan (getauft 4. November 1585 in Neudek; begraben 5. November 1585 ebenda)
- Anna (* um 1587 in Neudek); ⚭ 1610 in Reichenbach Caspar Störtel
- Hans (* um 1590 in Neudek); 1.⚭ 1614  in Neudek Eva Hendel; 2.⚭ um 1616 Anna
- Anna Maria (getauft 31. Mai 1600 in Neudek)
- Friederich (getauft 5. August 1602 in Neudek); ⚭ 1620 in Neudek Magdalena Störtel